# 星际旅行：无限太空
《星际旅行：无限太空》（英語：Star Trek: The Motion Picture）（派拉蒙影業，1979年）是以熱門科幻影集《星际旅行：原初系列》為基礎的第一部電影。英文中因縮寫而常稱「ST:TMP」或「TMP」。
英文電影名稱是系列名稱Star Trek不過臺灣代理商直接將之翻譯成「星艦迷航記」，並以此名稱統稱系列電影作品，然而2009年上映的《Star Trek》又翻譯成。

## 演員陣容
| 演員                               | 角色                                      |
| ---------------------------------- | ----------------------------------------- |
| 威廉·夏特納（William Shatner）     | 詹姆斯·柯克（James T. Kirk）准將／艦長    |
| 伦纳德·尼莫伊（Leonard Nimoy）     | 史巴克（Spock）中校                       |
| 狄佛瑞斯特·凱利（DeForest Kelley） | 李奧納德·麥考伊（Leonard McCoy）醫官      |
| 詹姆斯·杜漢（James Doohan）        | 蒙哥馬利·史考特（Montgomery Scott）中校   |
| 喬治·武井（George Takei）          | 日清蘇魯（Hikaru Sulu）少校               |
| 華特·柯尼格（Walter Koenig）       | 帕佛·契可夫（Pavel Chekov）上尉           |
| 妮雪兒·尼柯斯（Nichelle Nichols）  | 烏瑚拉（Uhura）少校                       |
| 美玖·巴瑞特（Majel Barrett）       | 克莉絲汀·查波（Christine Chapel）醫官     |
| 葛萊斯·惠特尼（Grace Lee Whitney） | 傳送器總長Janice Rand                     |
| 波西斯·坎巴塔（Persis Khambatta）  | 莉亞（Ilia）上尉                          |
| 史蒂芬·柯林斯（Stephen Collins）   | 威拉德·戴克（Willard Decker）上校／副艦長 |
| 馬克·雷納德（Mark Lenard）         | 克林貢艦長                                |

## 內容概述
在23世紀晚期，2271年大約是星历7412.6的時候，一只強大外星武力——以龐大的能量雲外型呈現——在克林貢領域被偵測到，據信正航向地球。這片雲氣在途中摧毀了所遇到的克林貢星艦以及一個星際艦隊監控站。星際艦隊決定派出原型星艦企業號攔阻這個「物體」，因而要求將其漫長的改裝升級過程儘快完成，並於運輸時測試。
身為計畫成員之一，詹姆斯·柯克准將強取他過去對這艘船艦的指揮權，激怒這艘船的指揮官威拉德·戴克，當時戴克已以新艦長身分監督整個改裝過程。在多數原先的船員都登艦之後，企業號駛出，開始航程；然而新系統的測試卻沒有好好地進行，這導致了柯克與戴克間對立的升壓。許多問題在科學官史巴克中校加入船上後獲得解決，在這之前他在瓦肯母星進行柯林納（kolinahr）儀式。

## 批評
普遍來說，由於電影節奏緩慢，而且相比於故事情節與人物性格，電影過分著重特技，所以《星艦迷航記》是《星艦迷航記》電影系列中令人失望的一部，有些愛好者更嘲諷這是「The Motionless Picture」。不過，亦有人認為這是系列中最好的一齣，因為它最準確地反映了《星艦奇航記》創作人金·羅丹貝利對未來的看法。

## 外部連結
- 互联网电影数据库（IMDb）上《Star Trek: The Motion Picture》的资料（英文）
- 爛番茄上《Star Trek: The Motion Picture》的資料（英文）
- Metacritic上《Star Trek: The Motion Picture》的資料（英文）
- Box Office Mojo上《Star Trek: The Motion Picture》的資料（英文）
- AllMovie上《Star Trek: The Motion Picture》的资料（英文）